# Yarim-Lim Ier d'Alep
Yarim-Lim Ier est un roi du Yamkhad (Alep), qui règne de 1781 à 1765 av. J.-C. Il succède à son père Sumu-epukh.
Durant les premières années de son règne, la lutte contre le Royaume de Haute-Mésopotamie de Samsi-Addu et ses fils reprend. Yarim-Lim soutient des révoltes de vassaux de son ennemi en Haute-Mésopotamie, au cours desquelles Samsi-Addu est apparemment tué vers 1775. Cela donne alors le champ libre aux descendants des anciens rois de cette région chassés par celui-ci, que soutient le roi d'Alep. Le plus important est Zimri-Lim, qui prend le trône de Mari. Pour sceller son alliance avec celui-ci, Yarim-Lim lui donne sa fille Shibtu en mariage. Plus tard dans son règne, Zimri-Lim accomplit un voyage dans le royaume du Yamkhad, où il se rend jusqu'à Ugarit, et effectue une partie du trajet avec Yarim-Lim et sa famille (notamment sa femme Gashera et son fils Hammurabi).
Du point de vue militaire, l'antagonisme traditionnel entre le Yamkhad et Qatna semble s'être apaisé après la chute du royaume de Samsi-Addu. Yarim-Lim apporte son soutien à Zimri-Lim et à Hammourabi de Babylone quand ceux-ci font face à l'invasion des Élamites. Il meurt peu après, et son fils Hammurabi lui succède.